# Tamboret (nàutica)

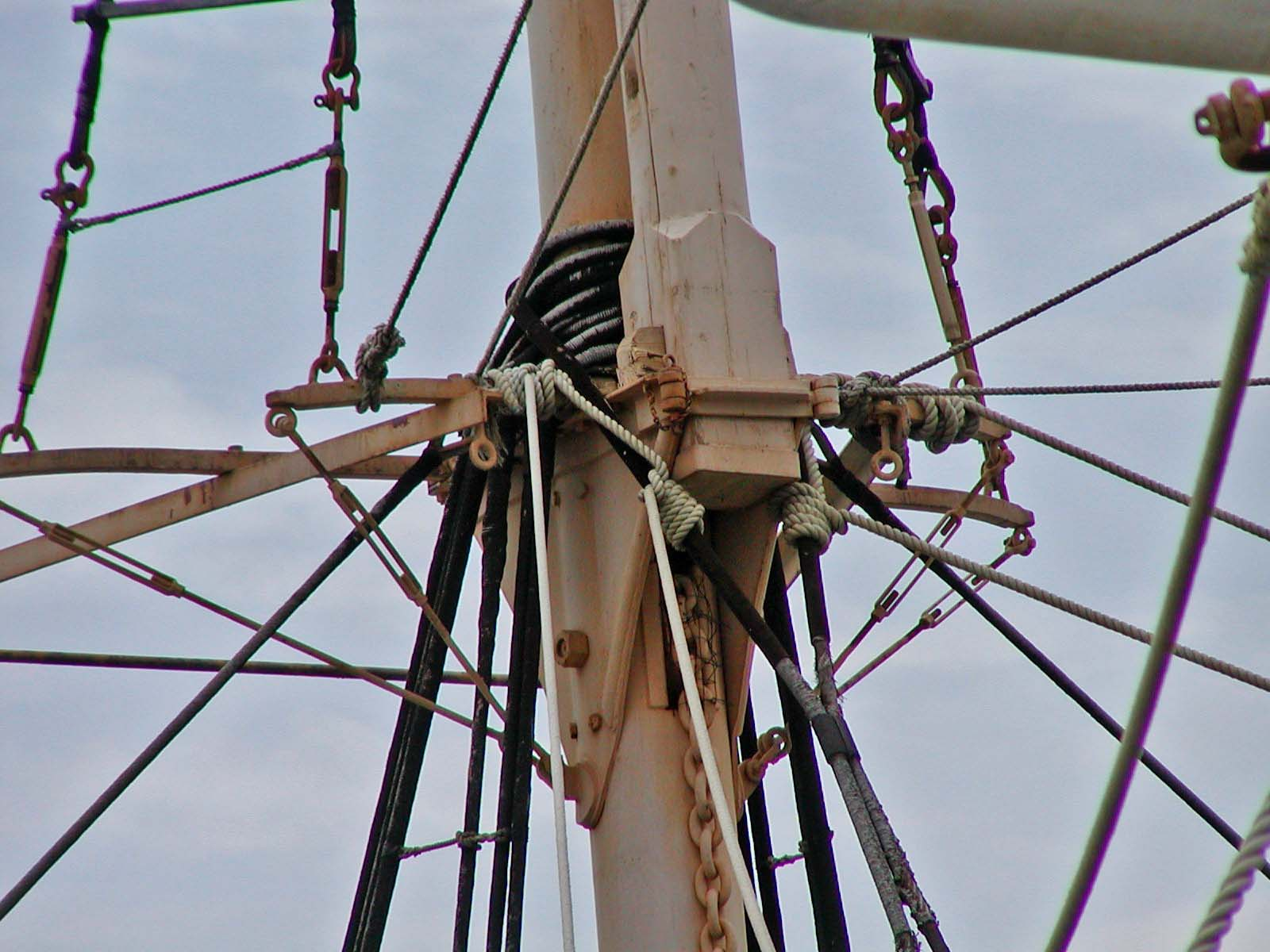
Detall d'un tamboret

El tamboret és, en una embarcació de vela, la peça que juntament amb la cofa o creu, serveix per unir un pal mascle i un o dos mastelers entre si.
En els vaixells amb arboradura de fusta el tamboret era d'aquest mateix material i de forma rectangular, amb dos forats, un generalment quadrat que s'ajustava a l'espiga del calcs del pal o del masteler i l'altre, rodó, a proa de l'anterior, per on passa una metxa del masteler o masteleret, la metxa encaixa en el corresponent forat de la cofa o creueta.
En els pals metàl·lics el tamboret es redueix a un doble cèrcle de ferro o d'acer, fix un d'ells al pal i l'altre al masteler.